# Sieroszewice
Sieroszewice – wieś w Polsce położona w województwie wielkopolskim, w powiecie ostrowskim, w gminie Sieroszewice, w Kaliskiem, ok. 11 km na wschód od Ostrowa Wielkopolskiego.
Siedziba władz gminy wiejskiej Sieroszewice.

## Przynależność administracyjna
| Okres     | Jednostka administracyjna | Jednostka administracyjna | Jednostka administracyjna |
| Okres     | Województwo               | Powiat                    | Gmina                     |
| --------- | ------------------------- | ------------------------- | ------------------------- |
| (w 1889)  |                           | odolanowski               |                           |
| 1975–1998 | kaliskie                  |                           | Sieroszewice              |
| 1999–     | wielkopolskie             | ostrowski                 | Sieroszewice              |

## Historia
Wzmiankowane w 1136 ako Vzorovici – własność arcybiskupów gnieźnieńskich.
Od 1441 wieś była w posiadaniu osiadłej szlachty.
Sieroszewice od końca XVI do początku XVII wieku były własnością Sieroszewskich herbu Nabram.
W XVIII wieku miał tu stać pałac biskupi, do czasu zburzenia go przez konfederatów barskich.
Według Słownika geograficznego Królestwa Polskiego wydanego w 1889 wieś liczyła 99 mieszkańców, a obszar dworski 164 mieszkańców, jego włodarzem był Paweł Skórzewski herbu Drogosław z Rososzycy. W miejscowości znajdowała się także osada wiejska z folwarkiem Sieroszewiczki, założona około 1822 roku przez dziedzica Sieroszewic Aleksandra Kosseckiego z liczbą 477 mieszkańców.
W 1901 w Sieroszewicach znaleziono na polu skarb, zawierający około 200 monet m.in. arabskich, czeskich i niemieckich.

## Zabytki
- aleja lipowa (0,5 km) – pomnik przyrody[7][8]
- dwór wzniesiony w 3 ćw. XIX wieku, eklektyczny, rozbudowywany w 4 ćw. tego samego wieku o portyk frontowy i skrzydło zachodnie, parterowy z wyższym piętrowym skrzydłem wschodnim[9] – obiekt uległ zniszczeniu 24 września 2017 w wyniku pożaru[10]
- park wiejski[8]

## Części wsi
- Stara Wieś
- Wypychy

## Komunikacja publiczna
Dojazd autobusami MZK Ostrów Wielkopolski, linie podmiejskie nr 2, 6, 18.
Od 1 stycznia 2024 komunikacja gminna - przetarg wygrała firma Euromatpol.
Linia komunikacyjna 416: Dębicze - Grabów nad Prosną - Sieroszewice - Ostrów Wielkopolski
Linia komunikacyjna 460: Ostrów Wielkopolski - Sieroszewice - Namysłaki - Strzyżew - Ostrów Wielkopolski
Linia komunikacyjna 461: Grabów nad Prosną - Biernacice - Psary - Ostrów Wielkopolski
Linia komunikacyjna 462: Ostrów Wielkopolski - Latowice - Wielowieś - Biernacice
Linia komunikacyjna 463: Zamość - Ołobok - Bilczew - Ostrów Wielkopolski
Linia komunikacyjna 464: Ostrów Wielkopolski - Sieroszewice - Wielowieś - Biernacice